# Пресс, Александр Владимирович
Александр Владимирович Пресс (род. 20 мая 1958, Ленинград) — советский и российский фехтовальщик, тренер по фехтованию. Мастер спорта СССР, Заслуженный тренер России.

## Биография
Родился в 1958 году в Ленинграде. Фехтованием начал заниматься в 1969 году, выступал за ленинградские ДСО «Труд» и СКА. Тренировался под руководством В. В. Кузнецовой. 
Был членом сборной Ленинграда в 1971—1975 гг. Выполнил норматив на звание Мастера спорта СССР.
В 1979 году окончил ГДОИФК имени П.Ф. Лесгафта. После окончания выступлений перешёл на тренерскую работу. Тренер Дворца пионеров имени А.А. Жданова (Ленинград) в 1977—1979 гг. Тренер, затем старший тренер СКА (Ленинград/Санкт-Петербург) с 1979 года и по сей день. Также является тренером спортивной команды ЦСКА/Санкт-Петербург по фехтованию
В 1999 году был удостоен почётного звания «Заслуженный тренер России». Награждён знаком «Отличник физической культуры и спорта», званием «Лучший в спорте Санкт-Петербурга».
За годы тренерской работы под руководством Александра Васильевича прошли подготовку множество спортсменов. Среди его подопечных — А. Деев, А. Седов, Н. Некрашевич, М. Засорин, И. Славутская.